# آناتولی مالیخین
آناتولی مالیخین (روسی: Анатолий Сергеевич Малухин؛ زادهٔ ۱۱ ژانویهٔ ۱۹۸۸) کشتی‌گیر آزاد و رزمی‌کار ترکیبی اهل روسیه است و از سال ۲۰۱۶ میلادی تاکنون مشغول فعالیت بوده‌است . وی در تاریخ ۱ مارچ ۲۰۲۴ پس از شکست دادن رینر دی ریدر به طور همزمان قهرمان سه کمربند سنگین وزن ، نیمه سنگین و میان وزن سازمان وان چمپیونشیپ شد .